# Drozdowo (obwód grodzieński)
Drozdowo (biał. Дроздава, Drozdawa; ros. Дроздово, Drozdowo) – wieś na Białorusi, w obwodzie grodzieńskim, w rejonie lidzkim, w sielsowiecie Honczary.

## Transport
Znajduje się tu skrzyżowanie drogi magistralnej M11 z drogą republikańską R11. W pobliżu znajduje się przystanek kolejowy Dzitwa, położony na linii Baranowicze – Lida.

## Historia
W dwudziestoleciu międzywojennym leżało w Polsce, w województwie nowogródzkim, w powiecie lidzkim, do 11 kwietnia 1929 w gminie Honczary, następnie w gminie Bielica. W 1921 miejscowość liczyła 177 mieszkańców, zamieszkałych w 37 budynkach, w tym 175 Polaków i 2 Białorusinów. 165 mieszkańców było wyznania prawosławnego, 7 rzymskokatolickiego i 5 mojżeszowego.
Po II wojnie światowej w granicach Związku Sowieckiego. Od 1991 w niepodległej Białorusi.